# Terzo ponte dell'amicizia thai-lao
Il terzo ponte dell'amicizia thai-lao (in lingua thai: สะพานมิตรภาพ ไทย-ลาว แห่งที่ 3, [sà.pʰaːn mít.trà.pʰâːp tʰai laːw hɛ̀ŋ tʰîː saːm]; in lingua lao: ຂົວມິດຕະພາບ ລາວ-ໄທ ແຫ່ງທຳທີ 3 [kʰǔa mit.ta.pʰâːp láːw tʰai tʰîː saːm]) è un ponte stradale sul fiume Mekong che collega la Provincia di Khammouan, in Laos, alla Provincia di Nakhon Phanom, in Thailandia. La prima pietra fu posta il 6 marzo 2009 ed è stato inaugurato l'11 novembre 2011.

## Descrizione

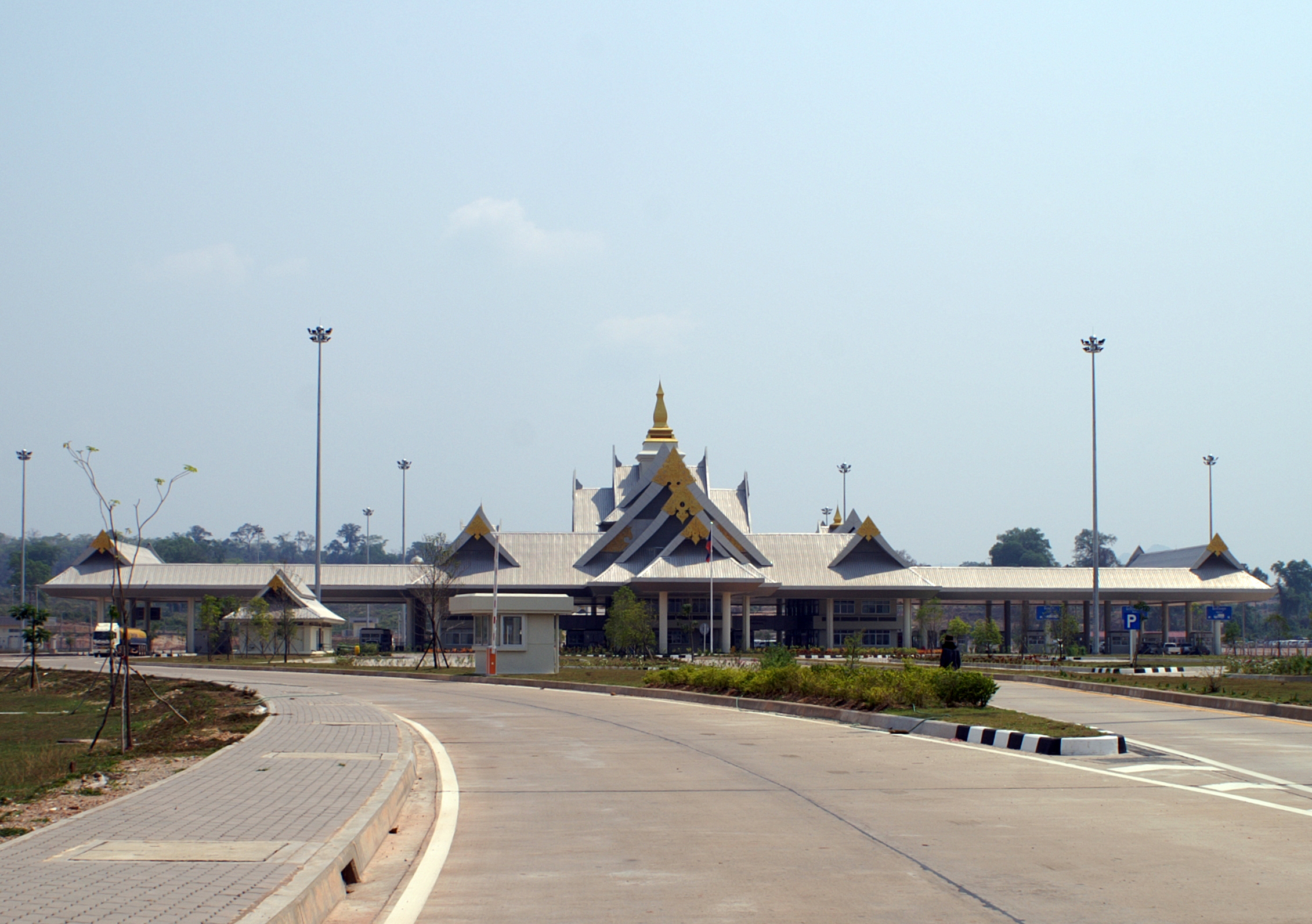
Il posto di frontiera laotiano nei pressi del ponte

È un ponte a trave scatolare costruito a sbalzo con l'impiego di calcestruzzo armato precompresso. La lunghezza totale è di 1.423 metri e la larghezza di 13 metri con una carreggiata a due corsie, una per ogni senso di marcia, e due marciapiedi. La struttura è vietata alle biciclette, che devono essere trasportate negli autoveicoli. Il ponte fa parte di un progetto chiamato "Strategia di cooperazione economica di Ayeyarwady, Chao Phraya e Mekong", con il quale vengono aumentati i collegamenti e gli scambi commerciali tra Birmania, Thailandia, Laos e Vietnam.
Il ponte è stato costruito dall'azienda Italian-Thai Development Limited Company ed interamente finanziato dalla Thailandia. Il costo previsto alla firma dei contratti era di 1,723 miliardi di baht. Si trova alcuni chilometri a nord della città thailandese di Nakhon Phanom e di quella laotiana di Thakhek. Al momento dell'apertura al traffico, il 12 novembre 2011, il pedaggio stradale per l'attraversamento del ponte era di 50 baht per veicoli fino a 6 posti, 100 baht fino a 12 posti, 150 baht fino a 24 posti e 200 baht per le autocorriere con oltre 24 passeggeri. L'attraversamento pedonale era gratuito.